# Coupe du monde de football des moins de 20 ans 2007
Navigation
Pays-Bas 2005 Égypte 2009
La 16e édition de la Coupe du monde de football des moins de 20 ans réunit 24 équipes au Canada, du 30 juin au 22 juillet 2007. Les villes hôtes sont Toronto, Edmonton, Montréal, Ottawa, Victoria, et Burnaby (près de Vancouver). Différents stades sont utilisés à travers le pays, notamment le tout récent BMO Field, situé à Toronto et qui accueille la finale du tournoi. Seuls les joueurs nés après le 1er janvier 1987 peuvent participer à la compétition.
L'Argentine remporte le trophée pour la sixième fois de son histoire, c'est également le 5e titre des jeunes Biancocelesti en sept éditions. En finale, ils battent la surprenante équipe de République tchèque 2 buts à 1. Le dernier carré est complété par deux autres équipes révélations du tournoi : le Chili, qui connaîtra une fin de parcours très agitée et l'Autriche, qui réussit là son meilleur résultat en compétition mondiale. Le jeune attaquant argentin Sergio Agüero, comme Javier Saviola ou Lionel Messi avant lui, remporte à la fois les trophées de meilleur buteur (avec 6 réalisations) et de meilleur joueur du tournoi.
Cette édition marque le retour des équipes européennes dans la lutte pour le titre. Avec deux équipes en demi-finales, événement qui n'était plus arrivé depuis 1995, l'Europe tente d'endiguer la domination sud-américaine, qui place également deux équipes en demi-finales. L'Afrique revient fort avec les 4 équipes engagées toutes qualifiées en huitièmes, mais seul le Nigeria passe l'écueil, face à une autre formation continentale, la Zambie. Le continent nord-américain reste toujours performant (États-Unis et Mexique éliminés en quarts de finale) tandis que l'Asie continue à surnager avec une seule sélection en huitièmes, le Japon.
L'édition 2007 a battu le record d'affluence pour une Coupe du monde des moins de 20 ans, record détenu jusqu'alors par le Mexique en 1983; plus de 1,15 million de personnes ont assisté aux rencontres. Cette édition a été marquée par des heurts entre la sélection chilienne et la police locale à l'issue de la demi-finale perdue par le Chili contre l'Argentine.

## Villes et stades
| Victoria                | Burnaby           | Edmonton                    |
| ----------------------- | ----------------- | --------------------------- |
| Royal Athletic Park     | Swangard Stadium  | Stade du Commonwealth       |
| Capacity: 14,500        | Capacity: 10,000  | Capacity: 60,081            |
|                         |                   |                             |
|                         |                   |                             |
| Toronto                 | Ottawa            | Montréal                    |
| National Soccer Stadium | Stade Frank-Clair | Stade olympique de Montréal |
| Capacity: 20,195        | Capacity: 26,559  | Capacity: 65,255            |
|                         |                   |                             |

## Qualifications
| Confédération              | Tournoi qualificatif                                       | Qualifié(s)                                       |
| -------------------------- | ---------------------------------------------------------- | ------------------------------------------------- |
| AFC (Asie)                 | Coupe d'Asie des nations des moins de 19 ans 2006          | Japon Jordanie Corée du Sud Corée du Nord         |
| CAF (Afrique)              | Coupe d'Afrique des nations junior 2007                    | Congo Gambie Nigeria Zambie                       |
| CONCACAF                   | Championnat CONCACAF 2007 des moins de 20 ans              | Costa Rica Mexique Panama États-Unis              |
| CONMEBOL (Amérique du Sud) | Championnat des moins de 20 ans de la CONMEBOL 2007        | Argentine Brésil Chili Uruguay                    |
| OFC (Océanie)              | Championnat d'Océanie de football des moins de 20 ans 2007 | Nouvelle-Zélande                                  |
| UEFA (Europe)              | Championnat d'Europe de football des moins de 19 ans 2006  | Autriche Tchéquie Pologne Portugal Écosse Espagne |
| CONCACAF                   | Qualifié d'office en tant que pays hôte                    | Canada                                            |

## Phase de groupes
Le tirage au sort de la phase finale a eu lieu le 3 mars 2007, au Liberty Grand Entertainment Complex de Toronto.
Les 24 participants sont répartis pour le premier tour dans 6 groupes de 4 équipes. Les deux premiers de chaque groupe sont qualifiés pour les huitièmes de finale, ainsi que les quatre meilleurs troisièmes.

### Groupe A
| Classement final |          |     |   |   |   |   |    |    |      |
|                  | Équipe   | Pts | J | G | N | P | BP | BC | Diff |
| 1                | Chili    | 7   | 3 | 2 | 1 | 0 | 6  | 0  | +6   |
| 2                | Autriche | 5   | 3 | 1 | 2 | 0 | 2  | 1  | +1   |
| 3                | Congo    | 4   | 3 | 1 | 1 | 1 | 3  | 4  | -1   |
| 4                | Canada   | 0   | 3 | 0 | 0 | 3 | 0  | 6  | -6   |

| 1er juillet | Chili    | 3 | 0 | Canada   |
| 2 juillet   | Autriche | 1 | 1 | Congo    |
| 5 juillet   | Autriche | 1 | 0 | Canada   |
| 5 juillet   | Chili    | 3 | 0 | Congo    |
| 8 juillet   | Congo    | 2 | 0 | Canada   |
| 8 juillet   | Chili    | 0 | 0 | Autriche |

1re journée
| 1er juillet 2007 | Chili                                   | 3 - 0 | Canada | National Soccer Stadium, Toronto                          |                                                           |
| 19:45            | Medina 25e · Carmona 54e · Grondona 81e |       |        | Spectateurs : 20 195 Arbitrage : Alberto Undiano Mallenco | Spectateurs : 20 195 Arbitrage : Alberto Undiano Mallenco |
| 19:45            | (Rapport)                               |       |        | Spectateurs : 20 195 Arbitrage : Alberto Undiano Mallenco | Spectateurs : 20 195 Arbitrage : Alberto Undiano Mallenco |

| 2 juillet 2007 | Autriche  | 1 - 1 | Congo            | Stade du Commonwealth, Edmonton                    |                                                    |
| 19:45          | Hoffer 7e |       | Ibara 59e (pen.) | Spectateurs : 19 899 Arbitrage : Enrico Wijngaarde | Spectateurs : 19 899 Arbitrage : Enrico Wijngaarde |
| 19:45          | (Rapport) |       |                  | Spectateurs : 19 899 Arbitrage : Enrico Wijngaarde | Spectateurs : 19 899 Arbitrage : Enrico Wijngaarde |

2e journée
| 5 juillet 2007 | Autriche   | 1 - 0 | Canada | Stade du Commonwealth, Edmonton                    |                                                    |
| 17:45          | Okotie 47e |       |        | Spectateurs : 31 579 Arbitrage : Hernando Buitrago | Spectateurs : 31 579 Arbitrage : Hernando Buitrago |
| 17:45          | (Rapport)  |       |        | Spectateurs : 31 579 Arbitrage : Hernando Buitrago | Spectateurs : 31 579 Arbitrage : Hernando Buitrago |

| 5 juillet 2007 | Chili                                | 3 - 0 | Congo | Stade du Commonwealth, Edmonton                  |                                                  |
| 20:30          | Sánchez 49e · Medina 75e · Vidal 82e |       |       | Spectateurs : 30 352 Arbitrage : Ravshan Irmatov | Spectateurs : 30 352 Arbitrage : Ravshan Irmatov |
| 20:30          | (Rapport)                            |       |       | Spectateurs : 30 352 Arbitrage : Ravshan Irmatov | Spectateurs : 30 352 Arbitrage : Ravshan Irmatov |

3e journée
| 8 juillet 2007 | Congo                     | 2 - 0 | Canada | Stade du Commonwealth, Edmonton              |                                              |
| 16:00          | Ngakosso 26e · Ikouma 60e |       |        | Spectateurs : 32 058 Arbitrage : Howard Webb | Spectateurs : 32 058 Arbitrage : Howard Webb |
| 16:00          | (Rapport)                 |       |        | Spectateurs : 32 058 Arbitrage : Howard Webb | Spectateurs : 32 058 Arbitrage : Howard Webb |

| 8 juillet 2007 | Chili     | 0 - 0 | Autriche | National Soccer Stadium, Toronto              |                                               |
| 20:00          |           |       |          | Spectateurs : 19 526 Arbitrage : Joel Aguilar | Spectateurs : 19 526 Arbitrage : Joel Aguilar |
| 20:00          | (Rapport) |       |          | Spectateurs : 19 526 Arbitrage : Joel Aguilar | Spectateurs : 19 526 Arbitrage : Joel Aguilar |

### Groupe B
| Classement final |          |     |   |   |   |   |    |    |      |
|                  | Équipe   | Pts | J | G | N | P | BP | BC | Diff |
| 1                | Espagne  | 7   | 3 | 2 | 1 | 0 | 8  | 5  | +3   |
| 2                | Zambie   | 4   | 3 | 1 | 1 | 1 | 4  | 3  | +1   |
| 3                | Uruguay  | 4   | 3 | 1 | 1 | 1 | 3  | 4  | -1   |
| 4                | Jordanie | 1   | 3 | 0 | 1 | 2 | 3  | 6  | -3   |

| 1er juillet | Zambie  | 1 | 1 | Jordanie |
| 1er juillet | Espagne | 2 | 2 | Uruguay  |
| 4 juillet   | Uruguay | 1 | 0 | Jordanie |
| 4 juillet   | Espagne | 1 | 0 | Zambie   |
| 7 juillet   | Espagne | 4 | 2 | Jordanie |
| 7 juillet   | Zambie  | 2 | 0 | Uruguay  |

1re journée
| 1er juillet 2007 | Zambie          | 1 - 1 | Jordanie  | Swangard Stadium, Burnaby                     |                                               |
| 14:15            | Tembo 8e (pen.) |       | Salim 41e | Spectateurs : 10 000 Arbitrage : Terry Vaughn | Spectateurs : 10 000 Arbitrage : Terry Vaughn |
| 14:15            | (Rapport)       |       |           | Spectateurs : 10 000 Arbitrage : Terry Vaughn | Spectateurs : 10 000 Arbitrage : Terry Vaughn |

| 1er juillet 2007 | Espagne                        | 2 - 2 | Uruguay                 | Swangard Stadium, Burnaby                       |                                                 |
| 17:00            | Adrián López 71e · Capel 90+3e |       | Cavani 47e · Suárez 56e | Spectateurs : 10 000 Arbitrage : Wolfgang Stark | Spectateurs : 10 000 Arbitrage : Wolfgang Stark |
| 17:00            | (Rapport)                      |       |                         | Spectateurs : 10 000 Arbitrage : Wolfgang Stark | Spectateurs : 10 000 Arbitrage : Wolfgang Stark |

2e journée
| 4 juillet 2007 | Uruguay    | 1 - 0 | Jordanie | Swangard Stadium, Burnaby                      |                                                |
| 17:00          | Cavani 40e |       |          | Spectateurs : 10 000 Arbitrage : Peter O'Leary | Spectateurs : 10 000 Arbitrage : Peter O'Leary |
| 17:00          | (Rapport)  |       |          | Spectateurs : 10 000 Arbitrage : Peter O'Leary | Spectateurs : 10 000 Arbitrage : Peter O'Leary |

| 4 juillet 2007 | Espagne                            | 2 - 1 | Zambie    | Swangard Stadium, Burnaby                         |                                                   |
| 19:45          | Mario Suarez 30e (pen.) · Mata 40e |       | Njovu 74e | Spectateurs : 10 000 Arbitrage : German Arredondo | Spectateurs : 10 000 Arbitrage : German Arredondo |
| 19:45          | (Rapport)                          |       |           | Spectateurs : 10 000 Arbitrage : German Arredondo | Spectateurs : 10 000 Arbitrage : German Arredondo |

3e journée
| 7 juillet 2007 | Espagne                                    | 4 - 2 | Jordanie                  | Swangard Stadium, Burnaby                          |                                                    |
| 14:15          | Adrián López 29e, 32e, 38e · Marquitos 79e |       | Al Zaideh 48e · Salim 56e | Spectateurs : 10 000 Arbitrage : Hernando Buitrago | Spectateurs : 10 000 Arbitrage : Hernando Buitrago |
| 14:15          | (Rapport)                                  |       |                           | Spectateurs : 10 000 Arbitrage : Hernando Buitrago | Spectateurs : 10 000 Arbitrage : Hernando Buitrago |

| 7 juillet 2007 | Zambie                        | 2 - 0 | Uruguay | Royal Athletic Park, Victoria                   |                                                 |
| 14:15          | Mulenga 22e (pen.) · Kola 51e |       |         | Spectateurs : 11 500 Arbitrage : Martin Hansson | Spectateurs : 11 500 Arbitrage : Martin Hansson |
| 14:15          | (Rapport)                     |       |         | Spectateurs : 11 500 Arbitrage : Martin Hansson | Spectateurs : 11 500 Arbitrage : Martin Hansson |

### Groupe C
| Classement final |                  |     |   |   |   |   |    |    |      |
|                  | Équipe           | Pts | J | G | N | P | BP | BC | Diff |
| 1                | Mexique          | 9   | 3 | 3 | 0 | 0 | 7  | 2  | +5   |
| 2                | Gambie           | 6   | 3 | 2 | 0 | 1 | 3  | 4  | -1   |
| 3                | Portugal         | 3   | 3 | 1 | 0 | 2 | 4  | 4  | 0    |
| 4                | Nouvelle-Zélande | 0   | 3 | 0 | 0 | 3 | 1  | 5  | -4   |

| 2 juillet | Portugal | 2 | 0 | Nouvelle-Zélande |
| 2 juillet | Mexique  | 3 | 0 | Gambie           |
| 5 juillet | Gambie   | 1 | 0 | Nouvelle-Zélande |
| 5 juillet | Mexique  | 2 | 1 | Portugal         |
| 8 juillet | Gambie   | 2 | 1 | Portugal         |
| 8 juillet | Mexique  | 2 | 1 | Nouvelle-Zélande |

1re journée
| 2 juillet 2007 | Portugal             | 2 - 0 | Nouvelle-Zélande | National Soccer Stadium, Toronto                   |                                                    |
| 14:15          | Gama 45e, 61e (pen.) |       |                  | Spectateurs : 19 526 Arbitrage : Hernando Buitrago | Spectateurs : 19 526 Arbitrage : Hernando Buitrago |
| 14:15          | (Rapport)            |       |                  | Spectateurs : 19 526 Arbitrage : Hernando Buitrago | Spectateurs : 19 526 Arbitrage : Hernando Buitrago |

| 2 juillet 2007 | Mexique                                     | 3 - 0 | Gambie | National Soccer Stadium, Toronto                 |                                                  |
| 17:00          | Dos Santos 57e · Moreno 67e · Hernandez 89e |       |        | Spectateurs : 19 526 Arbitrage : Ravshan Irmatov | Spectateurs : 19 526 Arbitrage : Ravshan Irmatov |
| 17:00          | (Rapport)                                   |       |        | Spectateurs : 19 526 Arbitrage : Ravshan Irmatov | Spectateurs : 19 526 Arbitrage : Ravshan Irmatov |

2e journée
| 5 juillet 2007 | Gambie     | 1 - 0 | Nouvelle-Zélande | National Soccer Stadium, Toronto              |                                               |
| 17:00          | Jallow 22e |       |                  | Spectateurs : 11 869 Arbitrage : Joel Aguilar | Spectateurs : 11 869 Arbitrage : Joel Aguilar |
| 17:00          | (Rapport)  |       |                  | Spectateurs : 11 869 Arbitrage : Joel Aguilar | Spectateurs : 11 869 Arbitrage : Joel Aguilar |

| 5 juillet 2007 | Mexique                             | 2 - 1 | Portugal    | National Soccer Stadium, Toronto             |                                              |
| 19:45          | Dos Santos 48e (pen.) · Barrera 66e |       | Antunes 89e | Spectateurs : 19 526 Arbitrage : Howard Webb | Spectateurs : 19 526 Arbitrage : Howard Webb |
| 19:45          | (Rapport)                           |       |             | Spectateurs : 19 526 Arbitrage : Howard Webb | Spectateurs : 19 526 Arbitrage : Howard Webb |

3e journée
| 8 juillet 2007 | Gambie                           | 2 - 1 | Portugal     | Stade olympique, Montréal                       |                                                 |
| 17:15          | Jallow 44e (pen.) · Mansally 68e |       | Condesso 20e | Spectateurs : 28 402 Arbitrage : Wolfgang Stark | Spectateurs : 28 402 Arbitrage : Wolfgang Stark |
| 17:15          | (Rapport)                        |       |              | Spectateurs : 28 402 Arbitrage : Wolfgang Stark | Spectateurs : 28 402 Arbitrage : Wolfgang Stark |

| 8 juillet 2007 | Mexique                  | 2 - 1 | Nouvelle-Zélande | Stade du Commonwealth, Edmonton                  |                                                  |
| 15:15          | Bermudez 24e · Mares 78e |       | Pelter 89e       | Spectateurs : 29 792 Arbitrage : Mohamed Benouza | Spectateurs : 29 792 Arbitrage : Mohamed Benouza |
| 15:15          | (Rapport)                |       |                  | Spectateurs : 29 792 Arbitrage : Mohamed Benouza | Spectateurs : 29 792 Arbitrage : Mohamed Benouza |

### Groupe D
| Classement final |              |     |   |   |   |   |    |    |      |
|                  | Équipe       | Pts | J | G | N | P | BP | BC | Diff |
| 1                | États-Unis   | 7   | 3 | 2 | 1 | 0 | 9  | 3  | +6   |
| 2                | Pologne      | 4   | 3 | 1 | 1 | 1 | 3  | 7  | -4   |
| 3                | Brésil       | 3   | 3 | 1 | 0 | 2 | 4  | 5  | -1   |
| 4                | Corée du Sud | 2   | 3 | 0 | 2 | 1 | 4  | 5  | -1   |

| 30 juin   | Pologne    | 1 | 0 | Brésil       |
| 30 juin   | États-Unis | 1 | 1 | Corée du Sud |
| 3 juillet | États-Unis | 6 | 1 | Pologne      |
| 3 juillet | Brésil     | 3 | 2 | Corée du Sud |
| 6 juillet | États-Unis | 2 | 1 | Brésil       |
| 6 juillet | Pologne    | 1 | 1 | Corée du Sud |

1re journée
| 30 juin 2007 | Pologne        | 1 - 0 | Brésil | Stade olympique, Montréal                    |                                              |
| 14:15        | Krychowiak 23e |       |        | Spectateurs : 55 800 Arbitrage : Howard Webb | Spectateurs : 55 800 Arbitrage : Howard Webb |
| 14:15        | (Rapport)      |       |        | Spectateurs : 55 800 Arbitrage : Howard Webb | Spectateurs : 55 800 Arbitrage : Howard Webb |

| 30 juin 2007 | États-Unis  | 1 - 1 | Corée du Sud       | Stade olympique, Montréal                     |                                               |
| 17:00        | Szetela 17e |       | Shin Young-rok 38e | Spectateurs : 55 800 Arbitrage : Joel Aguilar | Spectateurs : 55 800 Arbitrage : Joel Aguilar |
| 17:00        | (Rapport)   |       |                    | Spectateurs : 55 800 Arbitrage : Joel Aguilar | Spectateurs : 55 800 Arbitrage : Joel Aguilar |

2e journée
| 3 juillet 2007 | États-Unis                                           | 6 - 1 | Pologne    | Stade olympique, Montréal                       |                                                 |
| 17:00          | Szetela 9e, 51e · Adu 20e, 45+3e, 85e · Altidore 70e |       | Janczyk 5e | Spectateurs : 35 801 Arbitrage : Martin Hansson | Spectateurs : 35 801 Arbitrage : Martin Hansson |
| 17:00          | (Rapport)                                            |       |            | Spectateurs : 35 801 Arbitrage : Martin Hansson | Spectateurs : 35 801 Arbitrage : Martin Hansson |

| 3 juillet 2007 | Brésil                     | 3 - 2 | Corée du Sud                             | Stade olympique, Montréal                      |                                                |
| 19:45          | Amaral 35e · Pato 48e, 59e |       | Shim Young-sung 83e · Shin Young-rok 89e | Spectateurs : 35 801 Arbitrage : Viktor Kassai | Spectateurs : 35 801 Arbitrage : Viktor Kassai |
| 19:45          | (Rapport)                  |       |                                          | Spectateurs : 35 801 Arbitrage : Viktor Kassai | Spectateurs : 35 801 Arbitrage : Viktor Kassai |

3e journée
| 6 juillet 2007 | États-Unis        | 2 - 1 | Brésil           | Stade Frank-Clair, Ottawa                                 |                                                           |
| 19:45          | Altidore 25e, 81e |       | Leandro Lima 64e | Spectateurs : 26 559 Arbitrage : Alberto Undiano Mallenco | Spectateurs : 26 559 Arbitrage : Alberto Undiano Mallenco |
| 19:45          | (Rapport)         |       |                  | Spectateurs : 26 559 Arbitrage : Alberto Undiano Mallenco | Spectateurs : 26 559 Arbitrage : Alberto Undiano Mallenco |

| 6 juillet 2007 | Pologne     | 1 - 1 | Corée du Sud    | Stade olympique, Montréal                          |                                                    |
| 19:45          | Janczyk 45e |       | Lee Sang-ho 71e | Spectateurs : 34 912 Arbitrage : Enrico Wijngaarde | Spectateurs : 34 912 Arbitrage : Enrico Wijngaarde |
| 19:45          | (Rapport)   |       |                 | Spectateurs : 34 912 Arbitrage : Enrico Wijngaarde | Spectateurs : 34 912 Arbitrage : Enrico Wijngaarde |

### Groupe E
| Classement final |               |     |   |   |   |   |    |    |      |
|                  | Équipe        | Pts | J | G | N | P | BP | BC | Diff |
| 1                | Argentine     | 7   | 3 | 2 | 1 | 0 | 7  | 0  | +7   |
| 2                | Tchéquie      | 5   | 3 | 1 | 2 | 0 | 4  | 3  | +1   |
| 3                | Corée du Nord | 2   | 3 | 0 | 2 | 1 | 2  | 3  | -1   |
| 4                | Panama        | 1   | 3 | 0 | 1 | 2 | 1  | 8  | -7   |

| 30 juin   | Corée du Nord | 0 | 0 | Panama        |
| 30 juin   | Argentine     | 0 | 0 | Tchéquie      |
| 3 juillet | Tchéquie      | 2 | 2 | Corée du Nord |
| 3 juillet | Argentine     | 6 | 0 | Panama        |
| 6 juillet | Tchéquie      | 2 | 1 | Panama        |
| 6 juillet | Argentine     | 1 | 0 | Corée du Nord |

1re journée
| 30 juin 2007 | Corée du Nord | 0 - 0 | Panama | Stade Frank-Clair, Ottawa                        |                                                  |
| 16:30        |               |       |        | Spectateurs : 26 559 Arbitrage : Mohamed Benouza | Spectateurs : 26 559 Arbitrage : Mohamed Benouza |
| 16:30        | (Rapport)     |       |        | Spectateurs : 26 559 Arbitrage : Mohamed Benouza | Spectateurs : 26 559 Arbitrage : Mohamed Benouza |

| 30 juin 2007 | Argentine | 0 - 0 | Tchéquie | Stade Frank-Clair, Ottawa                       |                                                 |
| 19:15        |           |       |          | Spectateurs : 26 559 Arbitrage : Martin Hansson | Spectateurs : 26 559 Arbitrage : Martin Hansson |
| 19:15        | (Rapport) |       |          | Spectateurs : 26 559 Arbitrage : Martin Hansson | Spectateurs : 26 559 Arbitrage : Martin Hansson |

2e journée
| 3 juillet 2007 | Tchéquie                | 2 - 2 | Corée du Nord                            | Stade Frank-Clair, Ottawa                                 |                                                           |
| 17:00          | Kalouda 56e · Fenin 66e |       | Kim Kum-il 12e · Kwang Ik-jon 89e (pen.) | Spectateurs : 22 200 Arbitrage : Alberto Undiano Mallenco | Spectateurs : 22 200 Arbitrage : Alberto Undiano Mallenco |
| 17:00          | (Rapport)               |       |                                          | Spectateurs : 22 200 Arbitrage : Alberto Undiano Mallenco | Spectateurs : 22 200 Arbitrage : Alberto Undiano Mallenco |

| 3 juillet 2007 | Argentine                                                      | 6 - 0 | Panama | Stade Frank-Clair, Ottawa                               |                                                         |
| 19:45          | Moralez 20e, 27e · Zárate 23e · Agüero 25e, 62e · Di María 76e |       |        | Spectateurs : 23 500 Arbitrage : Subkhiddin Mohd Salleh | Spectateurs : 23 500 Arbitrage : Subkhiddin Mohd Salleh |
| 19:45          | (Rapport)                                                      |       |        | Spectateurs : 23 500 Arbitrage : Subkhiddin Mohd Salleh | Spectateurs : 23 500 Arbitrage : Subkhiddin Mohd Salleh |

3e journée
| 6 juillet 2007 | Tchéquie                   | 2 - 1 | Panama       | Stade olympique, Montréal                       |                                                 |
| 17:00          | Kalouda 79e · Strestik 82e |       | Barahona 84e | Spectateurs : 34 912 Arbitrage : Steven Depiero | Spectateurs : 34 912 Arbitrage : Steven Depiero |
| 17:00          | (Rapport)                  |       |              | Spectateurs : 34 912 Arbitrage : Steven Depiero | Spectateurs : 34 912 Arbitrage : Steven Depiero |

| 6 juillet 2007 | Argentine  | 1 - 0 | Corée du Nord | Stade Frank-Clair, Ottawa                      |                                                |
| 17:00          | Agüero 35e |       |               | Spectateurs : 26 559 Arbitrage : Viktor Kassai | Spectateurs : 26 559 Arbitrage : Viktor Kassai |
| 17:00          | (Rapport)  |       |               | Spectateurs : 26 559 Arbitrage : Viktor Kassai | Spectateurs : 26 559 Arbitrage : Viktor Kassai |

### Groupe F
| Classement final |            |     |   |   |   |   |    |    |      |
|                  | Équipe     | Pts | J | G | N | P | BP | BC | Diff |
| 1                | Japon      | 7   | 3 | 2 | 1 | 0 | 4  | 1  | +3   |
| 2                | Nigeria    | 7   | 3 | 2 | 1 | 0 | 3  | 0  | +3   |
| 3                | Costa Rica | 3   | 3 | 1 | 0 | 2 | 2  | 3  | -1   |
| 4                | Écosse     | 0   | 3 | 0 | 0 | 3 | 2  | 7  | -5   |

| 1er juillet | Japon      | 3 | 1 | Écosse     |
| 1er juillet | Nigeria    | 1 | 0 | Costa Rica |
| 4 juillet   | Japon      | 1 | 0 | Costa Rica |
| 4 juillet   | Nigeria    | 2 | 0 | Écosse     |
| 7 juillet   | Japon      | 0 | 0 | Nigeria    |
| 7 juillet   | Costa Rica | 2 | 1 | Écosse     |

1re journée
| 1er juillet 2007 | Japon                                    | 3 - 1 | Écosse       | Royal Athletic Park, Victoria                     |                                                   |
| 14:15            | Morishima 43e · Umesaki 57e · Aoyama 79e |       | Campbell 82e | Spectateurs : 11 500 Arbitrage : German Arredondo | Spectateurs : 11 500 Arbitrage : German Arredondo |
| 14:15            | (Rapport)                                |       |              | Spectateurs : 11 500 Arbitrage : German Arredondo | Spectateurs : 11 500 Arbitrage : German Arredondo |

| 1er juillet 2007 | Nigeria   | 1 - 0 | Costa Rica | Royal Athletic Park, Victoria                  |                                                |
| 17:00            | Ideye 75e |       |            | Spectateurs : 11 500 Arbitrage : Peter O'Leary | Spectateurs : 11 500 Arbitrage : Peter O'Leary |
| 17:00            | (Rapport) |       |            | Spectateurs : 11 500 Arbitrage : Peter O'Leary | Spectateurs : 11 500 Arbitrage : Peter O'Leary |

2e journée
| 4 juillet 2007 | Japon      | 1 - 0 | Costa Rica | Royal Athletic Park, Victoria                   |                                                 |
| 17:00          | Tanaka 68e |       |            | Spectateurs : 10 500 Arbitrage : Wolfgang Stark | Spectateurs : 10 500 Arbitrage : Wolfgang Stark |
| 17:00          | (Rapport)  |       |            | Spectateurs : 10 500 Arbitrage : Wolfgang Stark | Spectateurs : 10 500 Arbitrage : Wolfgang Stark |

| 4 juillet 2007 | Nigeria      | 2 - 0 | Écosse | Royal Athletic Park, Victoria                 |                                               |
| 19:45          | Bala 4e, 78e |       |        | Spectateurs : 10 500 Arbitrage : Terry Vaughn | Spectateurs : 10 500 Arbitrage : Terry Vaughn |
| 19:45          | (Rapport)    |       |        | Spectateurs : 10 500 Arbitrage : Terry Vaughn | Spectateurs : 10 500 Arbitrage : Terry Vaughn |

3e journée
| 7 juillet 2007 | Japon     | 0 - 0 | Nigeria | Royal Athletic Park, Victoria                     |                                                   |
| 17:00          |           |       |         | Spectateurs : 11 500 Arbitrage : German Arredondo | Spectateurs : 11 500 Arbitrage : German Arredondo |
| 17:00          | (Rapport) |       |         | Spectateurs : 11 500 Arbitrage : German Arredondo | Spectateurs : 11 500 Arbitrage : German Arredondo |

| 7 juillet 2007 | Costa Rica                   | 2 - 1 | Écosse       | Swangard Stadium, Burnaby                               |                                                         |
| 17:00          | Herrera 57e · McDonald 90+2e |       | Reynolds 18e | Spectateurs : 10 000 Arbitrage : Subkhiddin Mohd Salleh | Spectateurs : 10 000 Arbitrage : Subkhiddin Mohd Salleh |
| 17:00          | (Rapport)                    |       |              | Spectateurs : 10 000 Arbitrage : Subkhiddin Mohd Salleh | Spectateurs : 10 000 Arbitrage : Subkhiddin Mohd Salleh |

### Classement des troisièmes
Les quatre meilleurs troisièmes sont repêchés pour compléter le tableau des huitièmes de finale.
| Classement |               |     |   |   |   |   |    |    |      |
|            | Équipe        | Pts | J | G | N | P | BP | BC | Diff |
| 1          | Congo         | 4   | 3 | 1 | 1 | 1 | 3  | 4  | -1   |
| 2          | Uruguay       | 4   | 3 | 1 | 1 | 1 | 3  | 4  | -1   |
| 3          | Portugal      | 3   | 3 | 1 | 0 | 2 | 4  | 4  | 0    |
| 4          | Brésil        | 3   | 3 | 1 | 0 | 2 | 4  | 5  | -1   |
| 5          | Costa Rica    | 3   | 3 | 1 | 0 | 2 | 2  | 3  | -1   |
| 6          | Corée du Nord | 2   | 3 | 0 | 2 | 1 | 2  | 3  | -1   |

## Tableau final
|  | Huitièmes de finale   | Huitièmes de finale   |           |                        | Quarts de finale       | Quarts de finale     |   |  | Demi-finales          | Demi-finales          |  |  | Finale               | Finale               |
|  | Huitièmes de finale   | Huitièmes de finale   |           |                        | Quarts de finale       | Quarts de finale     |   |  | Demi-finales          | Demi-finales          |  |  | Finale               | Finale               |
|  |                       |                       |           |                        |                        |                      |   |  |                       |                       |  |  |                      |                      |
|  | 11 juillet - Edmonton | 11 juillet - Edmonton |           |                        | 14 juillet - Toronto   | 14 juillet - Toronto |   |  | 18 juillet - Edmonton | 18 juillet - Edmonton |  |  | 22 juillet - Toronto | 22 juillet - Toronto |
|  | 11 juillet - Edmonton | 11 juillet - Edmonton |           |                        | 14 juillet - Toronto   | 14 juillet - Toronto |   |  | 18 juillet - Edmonton | 18 juillet - Edmonton |  |  | 22 juillet - Toronto | 22 juillet - Toronto |
|  | Autriche              | 2                     |           |                        | 14 juillet - Toronto   | 14 juillet - Toronto |   |  | 18 juillet - Edmonton | 18 juillet - Edmonton |  |  | 22 juillet - Toronto | 22 juillet - Toronto |
|  | Autriche              | 2                     |           |                        | 14 juillet - Toronto   | 14 juillet - Toronto |   |  | 18 juillet - Edmonton | 18 juillet - Edmonton |  |  | 22 juillet - Toronto | 22 juillet - Toronto |
|  | Gambie                | 1                     |           |                        | 14 juillet - Toronto   | 14 juillet - Toronto |   |  | 18 juillet - Edmonton | 18 juillet - Edmonton |  |  | 22 juillet - Toronto | 22 juillet - Toronto |
|  | Gambie                | 1                     | Autriche  | 2 ap                   |                        |                      |   |  | 18 juillet - Edmonton | 18 juillet - Edmonton |  |  | 22 juillet - Toronto | 22 juillet - Toronto |
|  | 11 juillet - Toronto  |                       | Autriche  | 2 ap                   |                        |                      |   |  | 18 juillet - Edmonton | 18 juillet - Edmonton |  |  | 22 juillet - Toronto | 22 juillet - Toronto |
|  |                       | États-Unis            | 1         |                        |                        |                      |   |  | 18 juillet - Edmonton | 18 juillet - Edmonton |  |  | 22 juillet - Toronto | 22 juillet - Toronto |
|  | États-Unis            | États-Unis            | 1         | 2 ap                   |                        |                      |   |  | 18 juillet - Edmonton | 18 juillet - Edmonton |  |  | 22 juillet - Toronto | 22 juillet - Toronto |
|  | États-Unis            | 14 juillet - Edmonton |           | 2 ap                   |                        |                      |   |  | 18 juillet - Edmonton | 18 juillet - Edmonton |  |  | 22 juillet - Toronto | 22 juillet - Toronto |
|  | Uruguay               | 1                     |           |                        |                        |                      |   |  | 18 juillet - Edmonton | 18 juillet - Edmonton |  |  | 22 juillet - Toronto | 22 juillet - Toronto |
|  | Uruguay               | 1                     | Autriche  | 0                      |                        |                      |   |  |                       |                       |  |  | 22 juillet - Toronto | 22 juillet - Toronto |
|  | 11 juillet - Burnaby  |                       | Autriche  | 0                      |                        |                      |   |  |                       |                       |  |  | 22 juillet - Toronto | 22 juillet - Toronto |
|  |                       | Tchéquie              | 2         |                        |                        |                      |   |  |                       |                       |  |  | 22 juillet - Toronto | 22 juillet - Toronto |
|  | Espagne               | Tchéquie              | 2         | 4 ap                   |                        |                      |   |  |                       |                       |  |  | 22 juillet - Toronto | 22 juillet - Toronto |
|  | Espagne               | 19 juillet - Toronto  |           | 4 ap                   |                        |                      |   |  |                       |                       |  |  | 22 juillet - Toronto | 22 juillet - Toronto |
|  | Brésil                | 2                     |           |                        |                        |                      |   |  |                       |                       |  |  | 22 juillet - Toronto | 22 juillet - Toronto |
|  | Brésil                | 2                     | Espagne   | 1ap (3)                |                        |                      |   |  |                       |                       |  |  | 22 juillet - Toronto | 22 juillet - Toronto |
|  | 11 juillet - Victoria |                       | Espagne   | 1ap (3)                |                        |                      |   |  |                       |                       |  |  | 22 juillet - Toronto | 22 juillet - Toronto |
|  |                       | Tchéquie              | 1 tab(4)  |                        |                        |                      |   |  |                       |                       |  |  | 22 juillet - Toronto | 22 juillet - Toronto |
|  | Japon                 | Tchéquie              | 1 tab(4)  | 2ap (3)                |                        |                      |   |  |                       |                       |  |  | 22 juillet - Toronto | 22 juillet - Toronto |
|  | Japon                 | 15 juillet - Montréal |           | 2ap (3)                |                        |                      |   |  |                       |                       |  |  | 22 juillet - Toronto | 22 juillet - Toronto |
|  | Tchéquie              | 2 tab(4)              |           |                        |                        |                      |   |  |                       |                       |  |  | 22 juillet - Toronto | 22 juillet - Toronto |
|  | Tchéquie              | 2 tab(4)              | Tchéquie  | 1                      |                        |                      |   |  |                       |                       |  |  |                      |                      |
|  | 12 juillet - Edmonton |                       | Tchéquie  | 1                      |                        |                      |   |  |                       |                       |  |  |                      |                      |
|  |                       | Argentine             | 2         |                        |                        |                      |   |  |                       |                       |  |  |                      |                      |
|  | Chili                 | Argentine             | 2         | 1                      |                        |                      |   |  |                       |                       |  |  |                      |                      |
|  | Chili                 |                       |           | 1                      |                        |                      |   |  |                       |                       |  |  |                      |                      |
|  | Portugal              | 0                     |           |                        |                        |                      |   |  |                       |                       |  |  |                      |                      |
|  | Portugal              | 0                     | Chili     | 4 ap                   |                        |                      |   |  |                       |                       |  |  |                      |                      |
|  | 12 juillet - Ottawa   |                       | Chili     | 4 ap                   |                        |                      |   |  |                       |                       |  |  |                      |                      |
|  |                       | Nigeria               | 0         |                        |                        |                      |   |  |                       |                       |  |  |                      |                      |
|  | Zambie                | Nigeria               | 0         | 1                      |                        |                      |   |  |                       |                       |  |  |                      |                      |
|  | Zambie                | 15 juillet - Ottawa   |           | 1                      |                        |                      |   |  |                       |                       |  |  |                      |                      |
|  | Nigeria               | 2                     |           |                        |                        |                      |   |  |                       |                       |  |  |                      |                      |
|  | Nigeria               | 2                     | Chili     | 0                      |                        |                      |   |  |                       |                       |  |  |                      |                      |
|  | 12 juillet - Toronto  |                       | Chili     | 0                      |                        |                      |   |  |                       |                       |  |  |                      |                      |
|  |                       | Argentine             | 3         |                        |                        |                      |   |  |                       |                       |  |  |                      |                      |
|  | Argentine             | Argentine             | 3         | 3                      |                        |                      |   |  |                       |                       |  |  |                      |                      |
|  | Argentine             |                       |           | 3                      |                        |                      |   |  |                       |                       |  |  |                      |                      |
|  | Pologne               | 1                     |           | Match pour la 3e place | Match pour la 3e place |                      |   |  |                       |                       |  |  |                      |                      |
|  | Pologne               | 1                     | Argentine | Match pour la 3e place | Match pour la 3e place | 1                    |   |  |                       |                       |  |  |                      |                      |
|  | 12 juillet - Montréal | 12 juillet - Montréal | Argentine | 22 juillet - Toronto   | 22 juillet - Toronto   | 1                    |   |  |                       |                       |  |  |                      |                      |
|  | 12 juillet - Montréal | 12 juillet - Montréal |           | 22 juillet - Toronto   | 22 juillet - Toronto   | Mexique              | 0 |  |                       |                       |  |  |                      |                      |
|  | Mexique               | 3                     | Autriche  | 0                      |                        | Mexique              | 0 |  |                       |                       |  |  |                      |                      |
|  | Mexique               | 3                     | Autriche  | 0                      |                        |                      |   |  |                       |                       |  |  |                      |                      |
|  | Congo                 | 0                     |           | Chili                  | 1                      |                      |   |  |                       |                       |  |  |                      |                      |
|  | Congo                 | 0                     |           | Chili                  | 1                      |                      |   |  |                       |                       |  |  |                      |                      |

### Huitièmes de finale
| 11 juillet 2007 | Autriche                 | 2 - 1 | Gambie    | Stade du Commonwealth, Edmonton                  |                                                  |
| 17:45           | Prödl 45+1e · Hoffer 81e |       | Gomez 69e | Spectateurs : 18 721 Arbitrage : Mohamed Benouza | Spectateurs : 18 721 Arbitrage : Mohamed Benouza |
| 17:45           | (Rapport)                |       |           | Spectateurs : 18 721 Arbitrage : Mohamed Benouza | Spectateurs : 18 721 Arbitrage : Mohamed Benouza |

| 11 juillet 2007 | États-Unis                         | 2 - 1 a.p. | Uruguay    | National Soccer Stadium, Toronto                 |                                                  |
| 19:45           | Cardaccio 87e (csc) · Bradley 107e |            | Suárez 73e | Spectateurs : 19 526 Arbitrage : Ravshan Irmatov | Spectateurs : 19 526 Arbitrage : Ravshan Irmatov |
| 19:45           | (Rapport)                          |            |            | Spectateurs : 19 526 Arbitrage : Ravshan Irmatov | Spectateurs : 19 526 Arbitrage : Ravshan Irmatov |

| 11 juillet 2007 | Espagne                                               | 4 - 2 a.p. | Brésil                      | Swangard Stadium, Burnaby                       |                                                 |
| 20:15           | Piqué 43e · Javi Garcia 84e · Bueno 102e · Lopez 120e |            | Leandro Lima 39e · Pato 41e | Spectateurs : 10 000 Arbitrage : Martin Hansson | Spectateurs : 10 000 Arbitrage : Martin Hansson |
| 20:15           | (Rapport)                                             |            |                             | Spectateurs : 10 000 Arbitrage : Martin Hansson | Spectateurs : 10 000 Arbitrage : Martin Hansson |

| 11 juillet 2007 | Japon                                          | 2 - 2 a.p.      | Tchéquie                                    | Royal Athletic Park, Victoria                      |                                                    |
| 20:15           | Makino 22e · Morishima 47e (pen.)              |                 | Kúdela 74e (pen.) · Mares 77e (pen.)        | Spectateurs : 11 500 Arbitrage : Hernando Buitrago | Spectateurs : 11 500 Arbitrage : Hernando Buitrago |
| 20:15           | (Rapport)                                      |                 |                                             | Spectateurs : 11 500 Arbitrage : Hernando Buitrago | Spectateurs : 11 500 Arbitrage : Hernando Buitrago |
| 20:15           | Yasuda · Aoki · Makino · Morishima · Kashiwagi | Tirs au but 3-4 | Fenin · Kúdela · Suchý · Pekhart · Okleštěk | Spectateurs : 11 500 Arbitrage : Hernando Buitrago | Spectateurs : 11 500 Arbitrage : Hernando Buitrago |

| 12 juillet 2007 | Zambie    | 1 - 2 | Nigeria                     | Stade Frank-Clair, Ottawa                       |                                                 |
| 16:45           | Kola 33e  |       | Echiejile 3e · Akabueze 57e | Spectateurs : 22 531 Arbitrage : Wolfgang Stark | Spectateurs : 22 531 Arbitrage : Wolfgang Stark |
| 16:45           | (Rapport) |       |                             | Spectateurs : 22 531 Arbitrage : Wolfgang Stark | Spectateurs : 22 531 Arbitrage : Wolfgang Stark |

| 12 juillet 2007 | Argentine                      | 3 - 1 | Pologne     | National Soccer Stadium, Toronto              |                                               |
| 16:45           | Di María 40e · Agüero 46e, 86e |       | Janczyk 33e | Spectateurs : 19 526 Arbitrage : Joel Aguilar | Spectateurs : 19 526 Arbitrage : Joel Aguilar |
| 16:45           | (Rapport)                      |       |             | Spectateurs : 19 526 Arbitrage : Joel Aguilar | Spectateurs : 19 526 Arbitrage : Joel Aguilar |

| 12 juillet 2007 | Mexique                                             | 3 - 0 | Congo | Stade olympique, Montréal                      |                                                |
| 19:45           | Dos Santos 23e (pen.) · Esparza 85e · Barrera 90+4e |       |       | Spectateurs : 40 204 Arbitrage : Viktor Kassai | Spectateurs : 40 204 Arbitrage : Viktor Kassai |
| 19:45           | (Rapport)                                           |       |       | Spectateurs : 40 204 Arbitrage : Viktor Kassai | Spectateurs : 40 204 Arbitrage : Viktor Kassai |

| 12 juillet 2007 | Chili     | 1 - 0 | Portugal | Stade du Commonwealth, Edmonton                         |                                                         |
| 17:45           | Vidal 45e |       |          | Spectateurs : 24 687 Arbitrage : Subkhiddin Mohd Salleh | Spectateurs : 24 687 Arbitrage : Subkhiddin Mohd Salleh |
| 17:45           | (Rapport) |       |          | Spectateurs : 24 687 Arbitrage : Subkhiddin Mohd Salleh | Spectateurs : 24 687 Arbitrage : Subkhiddin Mohd Salleh |

### Quarts de finale
| 14 juillet 2007 | Autriche                 | 2 - 1 a.p. | États-Unis   | National Soccer Stadium, Toronto                |                                                 |
| 14:15           | Okotie 43e · Hoffer 105e |            | Altidore 15e | Spectateurs : 19 526 Arbitrage : Martin Hansson | Spectateurs : 19 526 Arbitrage : Martin Hansson |
| 14:15           | (Rapport)                |            |              | Spectateurs : 19 526 Arbitrage : Martin Hansson | Spectateurs : 19 526 Arbitrage : Martin Hansson |

| 14 juillet 2007 | Espagne                                               | 1 - 1 a.p.      | Tchéquie                         | Stade du Commonwealth, Edmonton                  |                                                  |
| 17:45           | Mata 110e                                             |                 | Kalouda 103e                     | Spectateurs : 26 801 Arbitrage : Ravshan Irmatov | Spectateurs : 26 801 Arbitrage : Ravshan Irmatov |
| 17:45           | (Rapport)                                             |                 |                                  | Spectateurs : 26 801 Arbitrage : Ravshan Irmatov | Spectateurs : 26 801 Arbitrage : Ravshan Irmatov |
| 17:45           | Mata · Adrián González · Valiente · J. García · Piqué | Tirs au but 3-4 | Fenin · Suchý · Kúdela · Pekhart | Spectateurs : 26 801 Arbitrage : Ravshan Irmatov | Spectateurs : 26 801 Arbitrage : Ravshan Irmatov |

| 15 juillet 2007 | Chili                                                     | 4 - 0 a.p. | Nigeria | Stade olympique, Montréal                    |                                              |
| 14:15           | Grondona 96e · Isla 114e (pen.), 117e · Vidangossy 120+2e |            |         | Spectateurs : 46 252 Arbitrage : Howard Webb | Spectateurs : 46 252 Arbitrage : Howard Webb |
| 14:15           | (Rapport)                                                 |            |         | Spectateurs : 46 252 Arbitrage : Howard Webb | Spectateurs : 46 252 Arbitrage : Howard Webb |

| 15 juillet 2007 | Argentine   | 1 - 0 | Mexique | Stade Frank-Clair, Ottawa                                 |                                                           |
| 19:45           | Moralez 45e |       |         | Spectateurs : 26 559 Arbitrage : Alberto Undiano Mallenco | Spectateurs : 26 559 Arbitrage : Alberto Undiano Mallenco |
| 19:45           | (Rapport)   |       |         | Spectateurs : 26 559 Arbitrage : Alberto Undiano Mallenco | Spectateurs : 26 559 Arbitrage : Alberto Undiano Mallenco |

### Demi-finales
| 18 juillet 2007 | Autriche  | 0 - 2 | Tchéquie              | Stade du Commonwealth, Edmonton              |                                              |
| 17:45           |           |       | Mičola 4e · Fenin 15e | Spectateurs : 28 401 Arbitrage : Howard Webb | Spectateurs : 28 401 Arbitrage : Howard Webb |
| 17:45           | (Rapport) |       |                       | Spectateurs : 28 401 Arbitrage : Howard Webb | Spectateurs : 28 401 Arbitrage : Howard Webb |

| 19 juillet 2007 | Chili     | 0 - 3 | Argentine                                | National Soccer Stadium, Toronto                |                                                 |
| 19:45           |           |       | Di María 12e · Yacob 65e · Moralez 90+3e | Spectateurs : 19 526 Arbitrage : Wolfgang Stark | Spectateurs : 19 526 Arbitrage : Wolfgang Stark |
| 19:45           | (Rapport) |       |                                          | Spectateurs : 19 526 Arbitrage : Wolfgang Stark | Spectateurs : 19 526 Arbitrage : Wolfgang Stark |

### Match pour la3eplace
| 22 juillet 2007 | Autriche  | 0 - 1 | Chili          | National Soccer Stadium, Toronto                |                                                 |
| 12:15           |           |       | Martinez 45+1e | Spectateurs : 19 526 Arbitrage : Martin Hansson | Spectateurs : 19 526 Arbitrage : Martin Hansson |
| 12:15           | (Rapport) |       |                | Spectateurs : 19 526 Arbitrage : Martin Hansson | Spectateurs : 19 526 Arbitrage : Martin Hansson |

### Finale
| 22 juillet 2007 | Argentine               | 2 - 1 | Tchéquie  | National Soccer Stadium, Toronto                          |                                                           |
| 15:15           | Agüero 62e · Zárate 86e |       | Fenin 60e | Spectateurs : 19 526 Arbitrage : Alberto Undiano Mallenco | Spectateurs : 19 526 Arbitrage : Alberto Undiano Mallenco |
| 15:15           | (Rapport)               |       |           | Spectateurs : 19 526 Arbitrage : Alberto Undiano Mallenco | Spectateurs : 19 526 Arbitrage : Alberto Undiano Mallenco |

| Coupe du monde de football des moins de 20 ans 2007 Argentine Sixième titre |

## Buteurs
6 buts
- Sergio Agüero

5 buts
- Adrián López

4 buts
- Maximiliano Moralez
- Josmer Altidore

## Distinctions
- Ballon d'Or :  Sergio Agüero
- Ballon d'Argent :  Maximiliano Moralez
- Ballon de Bronze :  Giovanni Dos Santos